# 北派二胡
北派二胡是二胡音樂發展中的一個重要風格流派，以北方、西北地區的演奏風格為主，地區包括北京、天津、西安及西北大部份地區。演奏風格和北方語言有密切的關係。
中國北方地區多廣闊平原，雨水少，氣候比較乾燥，冬季時間長，日照時間短。北方人氣質較粗獷、豪爽，影響由東北二人轉、河北大鼓、豫劇、柳琴戲戲曲伴奏音樂發展而成的二胡音樂。
北派二胡具鄉土味，演奏著重戲劇性張力，動作誇張、狂放，音色明亮、飽滿，音質剛勁、厚實、寬廣，重音俐落，多用四指壓揉、摳揉、大滑音等技巧。

## 主要樂曲
- 《秦腔主題隨想曲》
- 《三門峽暢想曲》
- 《江河水》
- 《紅軍哥哥回來了》
- 《河南小曲》
- 《葡萄熟了》